# 王立オランダ領東インド陸軍
王立オランダ領東インド陸軍 (おうりつオランダりょうひがしインドりくぐん。オランダ語:Koninklijk Nederlands Indisch Leger; KNIL, オランダ語発音: [knɪl])はオランダ領東インド(蘭印)植民地政府が保有していた地上軍である。現在のインドネシアに相当する地域に駐留していた。日本では蘭印軍と呼ばれることが多い。蘭印政府は独自の海軍力を持たなかったため、オランダ海軍の部隊も蘭印に駐留していた。航空部隊として王立オランダ領東インド陸軍航空隊を有していた。

## 1814年から1942年まで
KNILは1814年10月14日の勅令によって建軍された。KNILはオランダ陸軍の一部隊ではなく、蘭印政府が保有する独自の植民地軍とされた。KNILの建軍は蘭印政府の支配地域の拡大と軌を一にするものであった。KNILは原住民の抵抗勢力との多くの戦争に参戦した。 パドリ戦争 (1821年から1845年)、ジャワ戦争 (1825年から1830年)、 アチェ戦争 (1873年から1904年)などである。バリ島住民の蘭印政府に対する組織的抵抗は1908年まで継続した。19世紀から20世紀初頭までKNILによる征服活動は継続され1904年には現在のインドネシアの全領域が蘭印政府の実効支配化に入った。以降は第一次世界大戦まで大規模な原住民の蜂起は発生せず、KNILは外国軍からの蘭印の防衛に専念するようになった。蘭印平定以降のKNILの役割は警察軍的なものに変化していった。高額な人件費を伴うヨーロッパでの募兵を縮小するため、蘭印政府は現地在住のヨーロッパ人男性を対象とする徴兵制を1917年に導入した。1922年には追加的立法措置により32歳以上のヨーロッパ人徴集兵で構成される郷土防衛隊(Landstorm)が組織された。以降第二次世界大戦の勃発までは蘭印には深刻な軍事的危機は生じなかった。

## 第二次世界大戦

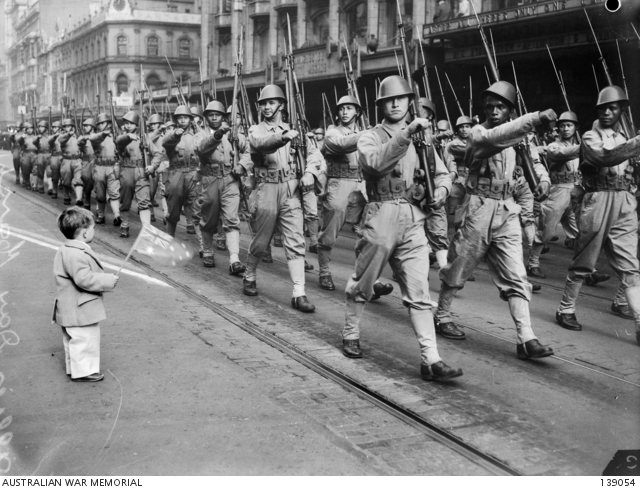
メルボルンで行進するKNIL将兵

1940年においてオランダ本国がナチスドイツに降伏したことにより蘭印におけるオランダの軍事力は弱体化した。1940年において、KNILはオランダ海軍を除けば蘭印外のオランダの軍事力を頼れない状況におかれた。蘭印政府は速やかにKNILを外国軍の侵攻から蘭印を防衛し得る近代軍に転換しようと試みた。1941年12月の段階で蘭印におけるオランダの総兵力は85000名であり正規軍は1000名の将校と34000名の下士官兵で構成されていた。正規軍将兵のうち28000名が原住民であった。残余は地方で組織された民兵、郷土防衛隊や文民補助員などの人員であった。KNIL航空隊(Militaire Luchtvaart KNIL)は389機の作戦機を有していたが、交戦相手である日本軍の航空機より旧式だった。オランダ海軍航空隊も蘭印に展開していた。
41年から42年にかけて行われた日本軍による 蘭印作戦 によってKNIL及びその他の連合軍部隊は容易に撃破された。ヨーロッパ人将兵(白人と原住民の混血である印欧人を含む）は捕虜として日本軍に抑留された。捕虜のうち四人に一人は捕虜生活を生き延びることができなかった。
原住民将兵の一部は日本軍に対する山岳ゲリラ戦を展開したが、存在が知られていなかったため、連合軍の援助を終戦まで受けることはなかった。
1942年の上半期に一部のKNIL将兵は豪州に脱出した。原住民将兵のうち日本への密通が疑われた者は豪州政府によって抑留された。これらの脱出将兵は再編成のための長いプロセスを開始することになる。42年下半期に残余兵力によりティモールの戦いにおける豪軍を援護するための東ティモール上陸作戦が行われるが60名の戦死者を出して失敗した。KNILの飛行要員と豪州人の地上要員で組織される四個飛行中隊がオーストラリア空軍に設置された。KNILの歩兵部隊将兵にはオランダ領西インドなどの他のオランダ植民地の現地軍から転籍してきた人員も含まれていた。44年から45年にかけて少数のKNIL部隊がニューギニアの戦いやボルネオの戦いに投入された。

## 1945年から1950年

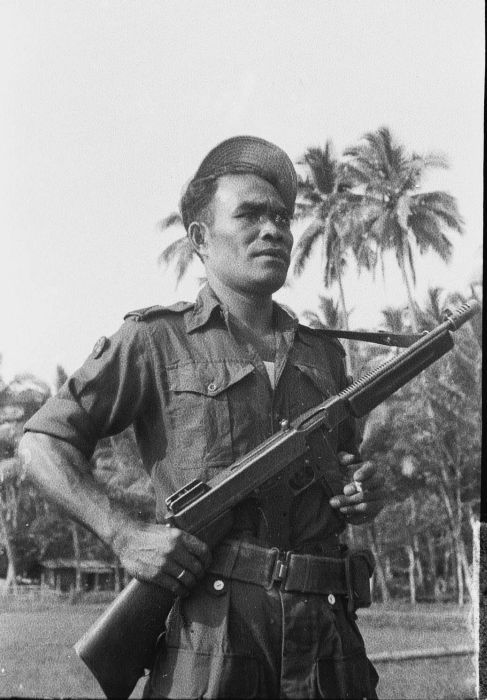
トンプソン短機関銃で武装したKNIL兵

第二次世界大戦が終結すると、KNILは蘭印の実効支配を回復するために1947年と1948年の二回に渡って行われた作戦(第一次警察行動、第二次警察行動)に投入された。KNILとKNILのアンボン人将兵らはこの作戦において戦争犯罪に関与したと非難されている。蘭印植民地を再建しようとするオランダ政府の努力は奏功せず、1949年12月27日にはインドネシアの主権を承認せざるを得なかった。
KNILは50年7月26日に解体され、原住民将兵にはインドネシア国軍に転籍する選択肢が与えられた。KNILの部隊を国軍に統合しようとする試みは、KNILで支配的であったアンボン人将兵と、国軍の主流であったジャワ人の相互不信によって妨げられた。結果として、マカッサルにおいて軍事的衝突が発生し、アンボン人を主体とする南マルク共和国の建国が宣言されることになる。これらの反乱は50年11月には鎮圧され、KNILのアンボン人将兵とその家族らはオランダへの一時的移住を余儀なくされ、KNILはその歴史に完全に終止符をうった。KNILの伝統は現代のオランダ陸軍のファン・ヒューツ連隊に継承されている。KNILが解体されたときの兵員数は65000名であり、うち26000名がインドネシア陸軍に転籍した。残余は復員するか、オランダ陸軍に転籍した。

## 人員
KNILはその存続期間中、ヨーロッパ人と原住民の将兵で構成されていた。KNILの建軍初期において、ヨーロッパ人将兵と原住民将兵の構成比は一対一であった。1830年代後半からこの比率は変化し始め最終的には一対三となった。これはヨーロッパ人志願兵を原住民と同数確保することが困難であったことによる。ヨーロッパ人と原住民だけでは必要な兵員数を確保できなかったため、19世紀のKNILは外国籍傭兵も入隊させていた。

長期にわたる アチェ戦争に投入されたヨーロッパ人将兵は12000名に限られたが、アチェ人の組織的抵抗は23000名の原住民将兵の展開を必要とした。兵員不足からフランス植民地の黒人奴隷からの募兵も行われていた。この段階では外国籍及び原住民将兵とオランダ本国人将兵の比率は3対2であった。アチェ戦争終結後、オランダ人以外のヨーロッパ人の募兵は中止され、KNILはオランダで募兵されたオランダ人正規兵と蘭印原住民、欧亜人を含む蘭印のオランダ系住民で構成されるようになった。
1884年の段階において全兵員のうち13942名がヨーロッパ人、14982名が蘭印原住民、96名がアフリカ人だった。また少なくとも印欧人の将兵が1666名存在していた。1300名近い将校団は全てヨーロッパ人で占められていた。1300匹の馬を保有していた。募兵はオランダ本国と蘭印で行われ、1000名のオランダ臣民と500名の外国人が毎年入隊した。外国人志願兵はフラマン人、ドイツ人、スイス人、フランス人などであった。ワロン人、アラブ人、アメリカ人、イギリス人は入隊を認められていなかった。その他の外国人はオランダ語かドイツ語が流暢でなければ入隊を認められなかった。オランダ人徴集兵を蘭印に配属することは違法であったが、オランダ人志願兵はKNILに採用された。1890年には植民地予備役制度がオランダ本国に導入され、オランダ人志願兵をオランダ本国で募兵、訓練できるようになった。1941年に日本軍の侵攻を受けた時点において、34000名の下士官兵と1000名の将校で構成されており、うち28000名が原住民だった。1939年と統計によると植民地籍兵のうち、13500名がジャワ人とスンダ人であり、4000名がアンボン人だった。日本占領下の蘭印においてオランダ人とアンボン人将兵の多くが捕虜収容所に入れられた。インドネシア独立戦争中KNIL将兵のほとんどが南マルッカ、ティモール、マナドなどのキリスト教原住民で占められたにもかかわらず、KNIL将校の大半が混血を含むヨーロッパ人であり、原住民将校はごく少数だった。KNIL兵としてオランダ側について戦ったムスリムはごく少数だった。ムスリム兵が受ける給与はキリスト教徒兵よりも低額だった。オランダ政府はジャワ人が主導する独立インドネシアではアンボン人の特権と年金受給権が失われると宣伝し、民族間の対立を煽ることによって戦争を有利に進めようとした。

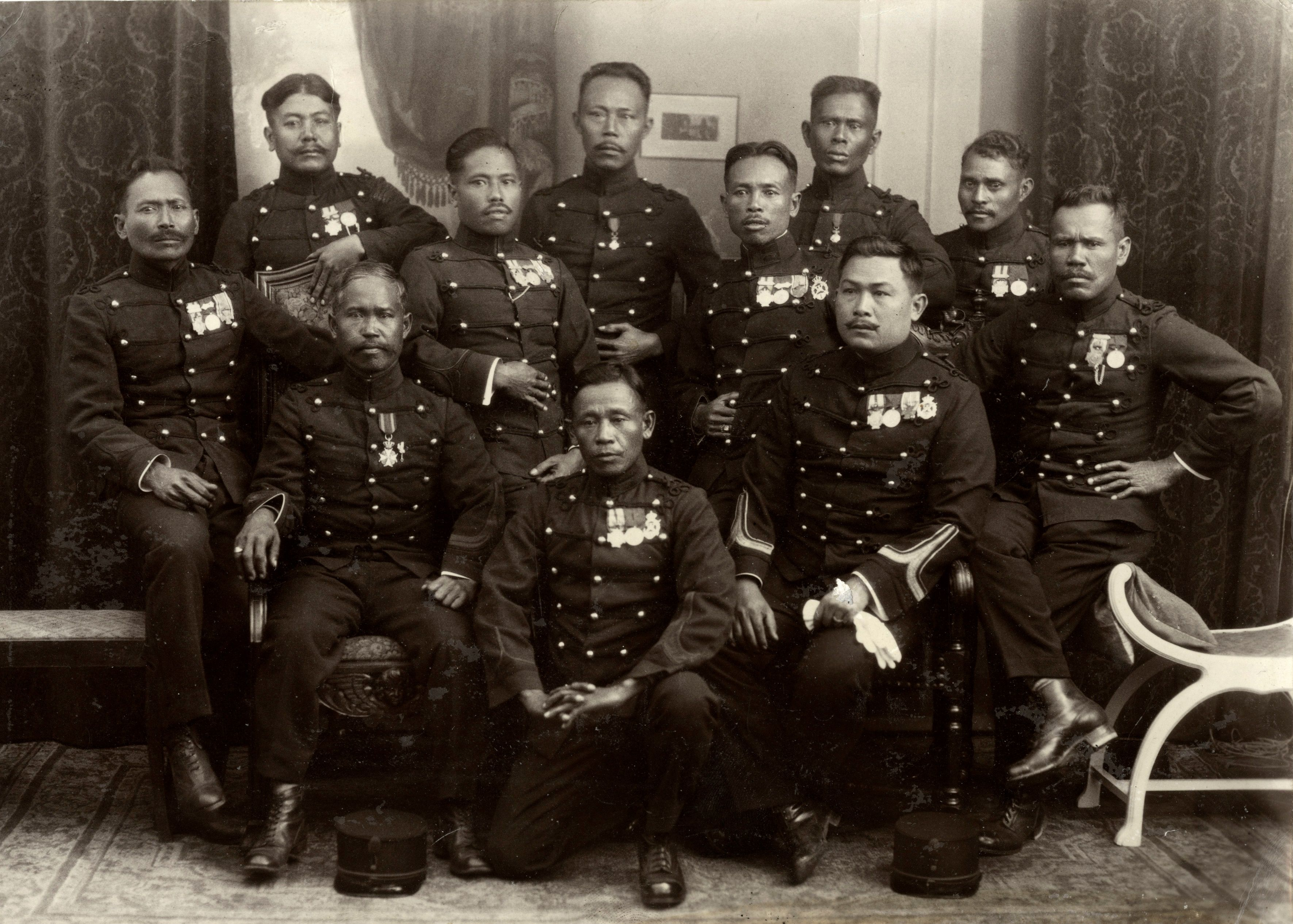
礼装して記念撮影するKNIL原住民兵
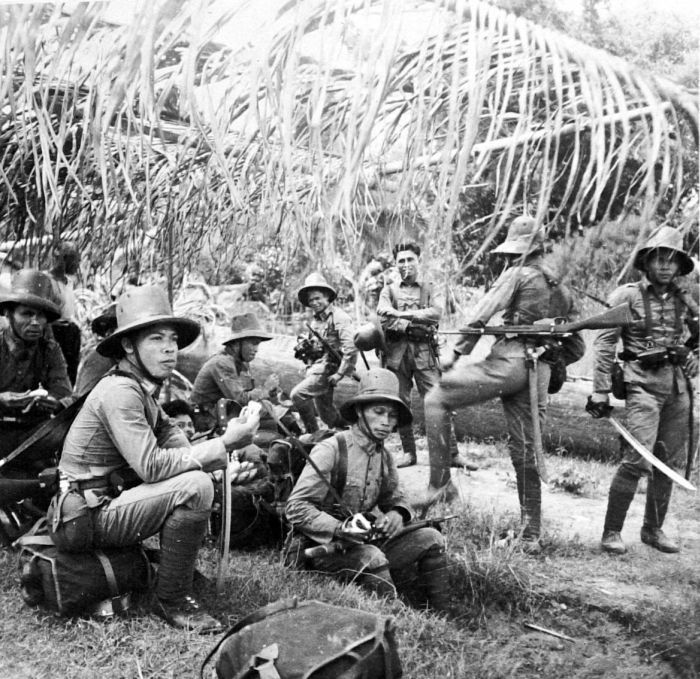
野外演習中のKNIL兵
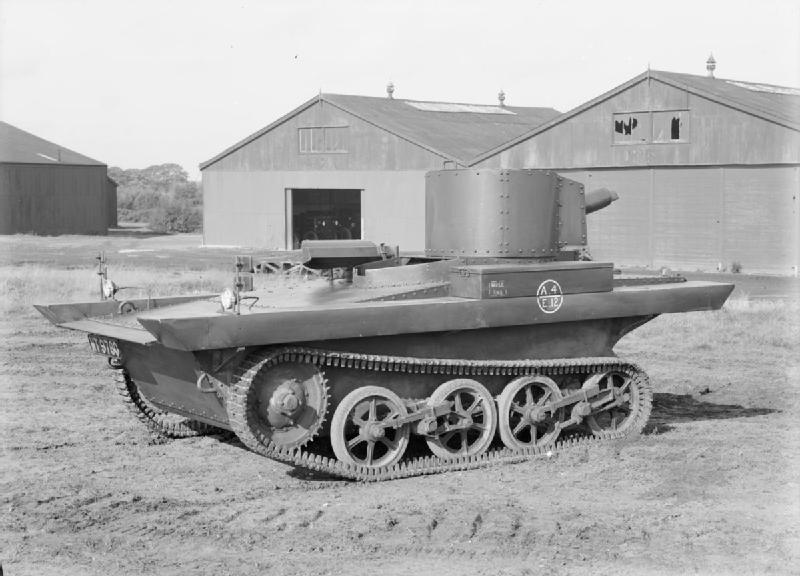
KNILの ヴィッカース軽戦車